# Formica querquetulana
Formica querquetulana es una especie de hormiga del género Formica, familia Formicidae. Fue descrita científicamente por Kennedy & Dennis en 1937.
Se distribuye por los Estados Unidos. Se ha encontrado a elevaciones de hasta 1981 metros. Vive en microhábitats como la hierba y forraje.